# IC 5131
IC 5131 ist eine Elliptische Galaxie vom Hubble-Typ E/SB0 im Sternbild Piscis Austrinus am Südsternhimmel. Sie ist schätzungsweise 119 Millionen Lichtjahre von der Milchstraße entfernt und hat einen Durchmesser von etwa 30.000 Lichtjahren.

Im selben Himmelsareal befinden sich u. a. die Galaxien NGC 7130 und NGC 7135.
Das Objekt wurde am 17. September 1897 von Lewis Swift entdeckt.